# Roland Baar
Roland Baar (Osterholz-Scharmbeck, 12 de abril de 1965-Velpke, 23 de junio de 2018) fue un deportista alemán que compitió en remo.
Participó en tres Juegos Olímpicos de Verano, obteniendo dos medallas, bronce en Barcelona 1992 y plata en Atlanta 1996, en la prueba de ocho con timonel, y el séptimo lugar en Seúl 1988 (cuatro con timonel).
Ganó cinco medallas de oro en el Campeonato Mundial de Remo entre los años 1989 y 1995.
En 1998 recibió la Medalla Thomas Keller de la FISA. Entre 1999 y 2004 fue parte de la Comisión de Atletas del Comité Olímpico Internacional. Falleció a los 53 años en un accidente de automóvil.

## Palmarés internacional
| Representando a la RFA   |                          |                   |                  |
| Campeonato Mundial       |                          |                   |                  |
| Año                      | Lugar                    | Medalla           | Prueba           |
| 1989                     | Bled (Yugoslavia)        | Medalla de oro    | Ocho con timonel |
| 1990                     | Tasmania (Australia)     | Medalla de oro    | Ocho con timonel |
| Representando a Alemania |                          |                   |                  |
| Juegos Olímpicos         |                          |                   |                  |
| Año                      | Lugar                    | Medalla           | Prueba           |
| 1992                     | Barcelona (España)       | Medalla de bronce | Ocho con timonel |
| 1996                     | Atlanta (Estados Unidos) | Medalla de plata  | Ocho con timonel |
| Campeonato Mundial       |                          |                   |                  |
| Año                      | Lugar                    | Medalla           | Prueba           |
| 1991                     | Viena (Austria)          | Medalla de oro    | Ocho con timonel |
| 1993                     | Račice (República Checa) | Medalla de oro    | Ocho con timonel |
| 1995                     | Tampere (Finlandia)      | Medalla de oro    | Ocho con timonel |